# Nishikori Kei
Nishikori Kei (錦織 圭 (Cẩm-Chức Khuê)), sinh ngày 29 tháng 12 năm 1989 tại Matsue, Shimane là vận động viên quần vợt người Nhật Bản. Anh là vận động viên quần vợt châu Á duy nhất trong lịch sử lọt vào top 5 ATP sau khi đạt vị trí số 4 vào tháng 3 năm 2015. Nishikori từng giành 12 danh hiệu đơn, ngoài ra còn là Á quân U.S. Open 2014 (thua Marin Čilić). Tính tới năm 2021, anh chính là vận động viên châu Á duy nhất từng vào chung kết một trận chung kết Grand Slam và cũng như từng tham gia ATP World Tour Finals với 2 lần lọt vào bán kết các mùa giải 2014 và 2016.
Nishikori cũng giành Huy chương Đồng tại Thế vận hội Mùa hè 2016 sau khi đánh bại Rafael Nadal từ Tây Ban Nha, giúp quần vợt Nhật Bản có được huy chương Thế vận hội đầu tiên sau 96 năm tham dự.

## Sự nghiệp

### Giải trẻ
Nishikori giành chức vô địch năm 2004 tại giải đấu Riad 21 tổ chức ở Rabat. Anh cũng vào đến vòng tứ kết tại Giải Pháp mở rộng 2006 dành cho tay vợt trẻ. Sau đó, anh đã tham gia đánh đôi với Emiliano Massa để giành chức vô địch ở nôi dung đôi nam tại giải đấu đó. Nishikori cũng đã giành Luxion Cup 2007 tổ chức tại Giải quần vợt Sony Ericsson Mở rộng sau khi đánh bại Michael McClune.
Ở giải trẻ, anh có thành tích 73 trận thắng - 37 trận thua ở nội dung đơn nam và 53 trận thắng - 31 trận thua ở nội dung đôi nam, từng giữ vị trí thứ 7 trên bảng xếp hạng thế giới ở nội dung đôi nam vào tháng 7 năm 2006.